# Креспадоро
Креспадоро (итал. Crespadoro) — коммуна в Италии, располагается в провинции Виченца области Венеция.
Население составляет 1536 человек (2008 г.), плотность населения составляет 49 чел./км². Занимает площадь 30 км². Почтовый индекс — 36070. Телефонный код — 0444.
Покровителем коммуны почитается святой апостол Андрей, празднование 30 ноября.

## Демография
Динамика населения:

## Администрация коммуны
- Официальный сайт: http://www.comune.crespadoro.vi.it/